# 章汉夫
章汉夫（1905年11月7日—1972年1月1日），原名谢启泰，江苏武进人，中华人民共和国外交部副部长。

## 生平
1926年，章汉夫从清华大学毕业后到美国留学。1927年加入美国共产党，任美国旧金山中国支部书记。
回国后，从事反帝反军阀革命斗争，于1928年前往苏联莫斯科中山大学学习，任共产国际东方部研究员，并协助邓中夏工作。 1931年春节前从苏联回国，在上海与中共中央接上关系，被任命为两广省委宣传部部长。1931年3月下旬，到达两广省委机关所在地香港，配合省委组织部长李富春重建省委机关。不久李富春被中央调到上海负责军委工作。5月，蔡和森到香港接任两广省委书记，担任省委书记刚一个月就被捕遇害。章汉夫向中央报告：“射兄（即蔡和森）6月10日被捕（在海关机关内），但详细经过，到今天还未调查清楚。同时被捕的还有施滉等5人。省委机关有4个（人）动摇。现在已进行营救，并缩小机关，加紧秘密工作。”蔡和森被处决后，中央决定两广临时省委由章汉夫代理书记（随后任书记兼宣传部长），李硕勋仍然担任省委军委书记，潘洪波任组织部长。但在此后不久，两广省委再次遭受打击，李硕勋也被捕处决。章汉夫曾向中央报告说，那时省委就“只有启泰一人，后加上实生（即罗登贤，当时任南方局书记）算有了两个人，加派1人来粤是非常必要的。”1931年12月28日，章汉夫准备去九龙办事，在香港皇后大道中娱乐戏院对面的公共汽车站下车时被捕。被捕后用王嗣同的假名，港英当局把章汉夫驱逐出境10年。1932年1月，章汉夫坐船离开了香港。后任中央宣传部干事、秘书，中共江苏省委书记等职。1935年到上海担任中央文化工作委员会委员。
1938年《新华日报》总编辑，1945年，随董必武赴美国旧金山出席联合国制宪会议，并结识当时参与联合国事务性工作的志愿者龚普生。1946年到香港创办《群众》周刊，并担任香港工委书记。1948年9月13日，章汉夫陪同沈钧儒、谭平山、蔡廷锴、章伯钧等一行10余人，乘船秘密离港北上。一周后，到达朝鲜的罗津港，中共中央东北局的负责人李富春前来迎接。船靠岸后，章汉夫继续秘密护送这批民主人士到达“解放区”哈尔滨。
中华人民共和国成立后，於中华人民共和国外交部擔任副部长，代表中国政府与印度签署《关于中国西藏地方和印度之间的通商和交通协定》。1954年，当选第一届全国人民代表大会代表。1968年3月，章汉夫在文化大革命期间被关进秦城监狱，1972年1月1日於狱中死亡，终年66岁，1979年9月18日获中共中央平反，李先念等领导人出席其追悼大会。

## 家庭
章汉夫的父亲谢仁冰毕业于北京京师大学堂译学馆，曾任中国民主促进会中央理事会及上海分会主任理事职务。弟弟谢启美，曾任中国常驻联合国副代表、联合国副秘书长等職務。
1949年秋，章汉夫在上海與龔普生結婚。龚普生后歷任外交部国际司副司长、司长，担任中华人民共和国首任驻爱尔兰大使。她是中华人民共和国首任大使中的第一位女性，也是第二位驻欧洲国家的女性大使。

## 荣誉

### 外国勋奖
- 柬埔寨王国
  -  大军官级友好合作勋章（1964年10月5日于北京颁发[5]）